# Battaglia del Bug meridionale
La Battaglia del Bug meridionale fu una delle più importanti combattute alla fine del primo medioevo, segnando il corso della storia ungherese.

## Conseguenze
A seguito della vittoria bulgara, gli ungheresi furono costretti a lasciare Etelköz, per poi stabilirsi nella Pianura Pannonica, antico nome dell'odierna Ungheria.